# Leif Solberg
Leif Solberg, né le 18 novembre 1914 à Lena – mort le 25 janvier 2016, est un compositeur, chef de chœur et organiste norvégien.
Il fut organiste à Lillehammer de 1938 à 1982.